# Qilakitsoq
Qilakitsoq est un site archéologique du Groenland, situé sur le territoire de la municipalité d'Avannaata.
Il a été rendu célèbre par la découverte de huit corps momifiés en 1972. Les corps ont été trouvés dans une tombe gelée du XVe siècle (époque thuléenne). Les restes humains ont été datés d'environ 1460 par datation au 14C). Les corps ont été bien conservés grâce aux conditions particulières de conservation, notamment le froid.

## Pour approfondir